# 다나카 미쓰구
다나카 미쓰구(일본어: 田中 調, 1944년 6월 17일 ~ )는 일본의 전 프로 야구 선수이다. 가가와현 기타군 미키정 출신이며 현역 시절 포지션은 투수였다.

## 인물
다카마쓰 고등학교 시절이던 3학년 때 1962년 하계 고시엔 가가와현 대회에서 예선을 거쳐 기타시코쿠 대회에도 진출했다. 그러나 준결승전에서 이시카와 마코토(릿쿄 대학→가네보), 무라카미 기미야스의 배터리로 구성된 사이조 고등학교(에히메현)에게서 연장 16회 접전 끝에 끝내기 패배를 당해 고시엔 대회 출전은 이루지 못했다. 고교 동기이자 대기 투수였던 하시모토 가쓰타카가 있다. 
자신과 같은 가가와현 출신의 미즈하라 시게루 감독의 권유로 1963년 도에이 플라이어스에 입단했다. 1965년에는 4월 말부터 팀의 선발진에 합류하면서 그 해에 17승(14선발승)(처음이자 마지막 10선발승 이상)을 기록했고 그 후에도 주력 투수로 활약하는 등 올스타전에도 3차례나 출전했다. 하지만 1970년에 발생한 검은 안개 사건에 연루돼 구단으로부터 엄중 주의 처분을 받았다. 1972년에 후지와라 마코토와의 맞트레이드로 야쿠르트 아톰스로 이적했고 그 해를 끝으로 현역에서 은퇴했으며 도에이는 1973년 닛타쿠홈, 1974년 닛폰햄으로 넘어갔고 본인(다나카) 이후 1980년 17선발승으로 최다 선발승(니시나 도키나리 히가시오 오사무와 공동 1위), 퍼시픽리그 신인왕-MVP를 차지한 기다 이사무 이전까지 좌완투수로 10선발승 이상 기록한 선수가 전무했는데 1968년 여름 고시엔 대회 준우승 후 스타덤에 오른 재일동포 김일융 영입 물망에 한때 거론됐다.

## 선수로서의 특징
스리쿼터에서의 큰 커브, 슈토, 슬라이더를 무기로 삼았다.

## 상세 정보

### 출신 학교
- 가가와 현립 다카마쓰 고등학교

### 선수 경력
- 도에이 플라이어스(1963년 ~ 1971년)
- 야쿠르트 아톰스(1972년)

### 개인 기록

#### 첫 기록
- 첫 등판 : 1963년 8월 10일, 대 난카이 호크스 17차전(오사카 구장), 7회말 2사에 2번째 투수로서 구원 등판·마무리, 1과 1/3이닝 무실점
- 첫 선발 등판 : 1963년 9월 5일, 긴테쓰 버펄로스 26차전(고라쿠엔 구장), 1과 3이닝 1실점으로 승패 없음
- 첫 승리·첫 선발 승리 : 1964년 8월 5일, 대 긴테쓰 버펄로스 24차전(닛폰 생명 구장), 5와 3이닝 2실점
- 첫 완투 승리 : 1965년 5월 23일, 대 한큐 브레이브스 9차전(한큐 니시노미야 구장), 9이닝 4실점
- 첫 완봉 : 1965년 10월 3일, 대 도쿄 오리온스 26차전(고라쿠엔 구장)

#### 기타
- 올스타전 출장 : 3회(1965년, 1967년, 1969년)

### 등번호
- 47(1963년 ~ 1971년)
- 14(1972년)

### 연도별 투수 성적
| 연 도       | 소 속       | 등 판 | 선 발 | 완 투 | 완 봉 | 무 4 구 | 승 리 | 패 전 | 세 이 브 | 홀 드 | 승 률 | 타 자 | 이 닝  | 피 안 타 | 피 홈 런 | 볼 넷 | 고 4 | 몸 맞 | 탈 삼 진 | 폭 투 | 보 크 | 실 점 | 자 책 점 | 평 자 책 | W H I P |
| ----------- | ----------- | ----- | ----- | ----- | ----- | ------- | ----- | ----- | -------- | ----- | ----- | ----- | ------ | -------- | -------- | ----- | ---- | ----- | -------- | ----- | ----- | ----- | -------- | -------- | ------- |
| 1963년      | 도에이      | 5     | 1     | 0     | 0     | 0       | 0     | 0     | --       | --    | ----  | 37    | 6.2    | 7        | 2        | 8     | 0    | 1     | 6        | 0     | 0     | 8     | 3        | 3.86     | 2.25    |
| 1964년      | 도에이      | 48    | 5     | 0     | 0     | 0       | 2     | 1     | --       | --    | .667  | 283   | 67.2   | 58       | 5        | 25    | 1    | 4     | 55       | 1     | 0     | 28    | 22       | 2.91     | 1.23    |
| 1965년      | 도에이      | 49    | 29    | 9     | 1     | 1       | 17    | 14    | --       | --    | .548  | 880   | 218.0  | 173      | 22       | 59    | 1    | 5     | 158      | 2     | 0     | 89    | 74       | 3.06     | 1.06    |
| 1966년      | 도에이      | 50    | 18    | 6     | 2     | 3       | 10    | 10    | --       | --    | .500  | 688   | 167.1  | 149      | 14       | 36    | 2    | 4     | 142      | 2     | 0     | 68    | 54       | 2.91     | 1.11    |
| 1967년      | 도에이      | 56    | 23    | 5     | 1     | 0       | 11    | 7     | --       | --    | .611  | 801   | 195.0  | 178      | 14       | 52    | 6    | 5     | 146      | 1     | 0     | 75    | 65       | 3.00     | 1.18    |
| 1968년      | 도에이      | 35    | 20    | 6     | 0     | 2       | 9     | 10    | --       | --    | .474  | 573   | 138.2  | 126      | 9        | 36    | 5    | 2     | 95       | 1     | 0     | 56    | 44       | 2.85     | 1.17    |
| 1969년      | 도에이      | 49    | 36    | 6     | 2     | 1       | 9     | 11    | --       | --    | .450  | 888   | 217.1  | 189      | 18       | 59    | 3    | 5     | 120      | 2     | 0     | 80    | 67       | 2.78     | 1.14    |
| 1970년      | 도에이      | 37    | 20    | 2     | 0     | 0       | 4     | 10    | --       | --    | .286  | 477   | 103.2  | 131      | 10       | 41    | 2    | 1     | 65       | 0     | 1     | 79    | 66       | 5.71     | 1.66    |
| 1971년      | 도에이      | 19    | 5     | 0     | 0     | 0       | 1     | 3     | --       | --    | .250  | 168   | 34.2   | 51       | 7        | 16    | 1    | 5     | 15       | 1     | 0     | 26    | 24       | 6.17     | 1.93    |
| 1972년      | 야쿠르트    | 18    | 4     | 0     | 0     | 0       | 2     | 0     | --       | --    | 1.000 | 128   | 29.1   | 35       | 6        | 11    | 1    | 0     | 9        | 0     | 0     | 17    | 17       | 5.28     | 1.57    |
| 통산 : 10년 | 통산 : 10년 | 366   | 161   | 34    | 6     | 7       | 65    | 66    | --       | --    | .496  | 4923  | 1178.1 | 1097     | 107      | 343   | 22   | 32    | 811      | 10    | 1     | 526   | 436      | 3.33     | 1.22    |